# Gounellea dulcissima
Gounellea dulcissima là một loài bọ cánh cứng trong họ Cerambycidae.